# Callopora verrucosa
Callopora verrucosa är en mossdjursart som beskrevs av Canu och Bassler 1930. Callopora verrucosa ingår i släktet Callopora och familjen Calloporidae. Inga underarter finns listade i Catalogue of Life.